# Rock in Rio (musikalbum)
Rock in Rio är ett livealbum av den brittiska heavy metal-gruppen Iron Maiden. Albumet spelades in under Rock in Rio-festivalen i Rio de Janeiro, Brasilien den 19 januari 2001. Bandet spelar inför 250 000 fans.
Introt till konserten och skivan är taget ifrån filmen Den förste riddaren där bland andra Richard Gere och Sean Connery medverkar. Konserten gavs även ut på dvd, se Rock in Rio
Albumet nådde en fjortonde plats på den svenska topplistan.

## Låtlista

### Cd 1
1. Intro: Arthur's Farewell (Goldsmith)
2. The Wicker Man (Smith, Harris, Dickinson)
3. Ghost of the Navigator (Gers, Dickinson, Harris)
4. Brave New World (Murray, Harris, Dickinson)
5. Wrathchild (Harris)
6. 2 Minutes to Midnight (Smith, Dickinson)
7. Blood Brothers (Harris)
8. Sign Of The Cross (Harris)
9. The Mercenary (Gers, Harris)
10. The Trooper (Harris)

### Cd 2
1. Dream of Mirrors (Gers, Harris)
2. The Clansman (Harris)
3. The Evil That Men Do (Smith, Dickinson, Harris)
4. Fear of the Dark (Harris)
5. Iron Maiden (Harris)
6. The Number of the Beast (Harris)
7. Hallowed Be Thy Name (Harris)
8. Sanctuary (Harris, Di'Anno, Murray)
9. Run To The Hills (Harris)

## Banduppsättning
- Steve Harris - bas
- Bruce Dickinson sång
- Dave Murray - gitarr
- Adrian Smith - gitarr
- Janick Gers - gitarr
- Nicko McBrain - trummor

med
- Michael Kenney - keyboard